# Hongdo (Gelbes Meer)
Hongdo (koreanisch 홍도), aus dem Chinesischen kommend „Rote Insel“ genannt, ist eine Insel in der Provinz Jeollanam-do (전라남도) vor der südwestlichen Küste Südkoreas.

## Geographie
Die Insel, die eigentlich aus der Hauptinsel und rund 20 kleineren Felseninseln besteht, befindet sich rund 110 km westlich von Mokpo (목포시), westlich der im Südwesten der koreanischen Halbinsel vorgelagerten Inseln im Gelben Meer, das in Südkorea Hwanghae (황해) genannt wird. Die Insel besitzt eine Fläche von 6,87 km² und dehnt sich über 6,4 km in Südsüdwest-Nordnordost-Richtung aus. An ihrer breitesten Stelle misst die Insel rund 2,4 km und ihre Küstenlinie kommt auf insgesamt 20,8 km. Die höchste Erhebung der Insel stellt der Gitdaebong (깃대봉) mit 368 m dar.
Rund 15 km östlich grenzt die Inselgruppe Heuksando (흑산도) an und rund 25 km südsüdöstlich die Inselgruppe Heuksangundo (흑산군도). Einen Kilometer nordwestlich der Nordspitze der Insel befinden sich rund ein Dutzend vorgelagerte Felseninseln, ebenso wie um die südliche Halbinsel der Insel herum. Auf der Insel selbst befinde sich zwei Siedlungen, eine im Norden an der Westküste mit einem kleinen geschützten Hafen und eine größere im Süden an der Landenge zur südlich liegenden Halbinsel. Die Siedlung hat Zugang zu beiden Seiten der Küste, der westlichen mit einem kleinen Anlegesteg und der östlichen mit einem geschützten Hafen, in dem die Fähren nach einer zweieinhalb-stündige Schiffsreise von Mokpo kommend anlegen.

## Geologie
Die gesamte Insel besteht aus rötlichbraunem Quarzgestein, das in der Abendsonne in einem Rotton schimmert.

## Verwaltungsstruktur
Die Insel ist verwaltungstechnisch zusammen mit der Inselgruppe Heuksando und der Inselgruppe Heuksangundo in der Landgemeinde Heuksan-myeon (흑산면) organisiert, die zusammen mit den Landgemeinden der anderen Inseln der Region zum Landkreis Sinan-gun, (신안군) der zur Provinz Jeollanam-do gehört, verwaltet wird.

## Flora und Fauna
Aus der Insel wurden 270 verschiedene Pflanzenarten lokalisiert und 170 unterschiedliche Tierarten.

## Dadohaehaesang-Nationalpark
1965 wurde die Insel zu einem schätzenswerten Gebiet erklärt und 1981 Teil des Dadohaehaesang-Nationalparks (다도해해상국립공원). Einheimische sowie Besucher dürfen sich deshalb nur in den Siedlungen und auf den für Touristen ausgewiesenen Wegen und Gebieten aufhalten. Ebenso dürfen keine Pflanzen oder gar Steine von der Insel als Souvenir mitgenommen werden.

## Tourismus
Die Insel bietet reizvolle Landschaftsbilder, vor allem in den sonnigen Abendstunden. Die Regierung hat rund 33 Szenerien offiziell ausgewiesen.